# Фотометрическая система
Фотометри́ческая систе́ма в астрономии — набор спектральных полос с хорошо определённой зависимостью чувствительности от длины волны. Чувствительность зависит от используемых оптических систем, детекторов и фильтров. Для каждой фотометрической системы определен набор первичных фотометрических стандартов — звёзд с «точно» известной звездной величиной в каждой полосе.

## История
Звездная фотометрия зародилась еще до рождения фотографии. В каталоге «Боннское обозрение» впервые был приведен большой массив звездных величин, выполненный с помощью глазомерных оценок. Позже звездные величины начали определять с появлением фотографии. Оказалось, что звездные величины одних и тех же светил, измеренные глазом и фотографически, могут сильно различаться. Это происходит от того, что максимальная чувствительность человеческого глаза приходится на длину волны около 5500 Å, а первые фотопластинки имели максимальную чувствительность в более коротковолновом диапазоне, примерно на 4000 Å. С появлением панхроматических фотопластинок, чья чувствительность примерно соответствует чувствительности человеческого глаза, стало возможным создать двухполосную фотометрическую систему, получившую название международной системы звездных величин. Разницу между звездными величинами светила в двух диапазонах стали называть показателем цвета.
Первая фотометрическая система, в современном понимании, была построена Гарольдом Джонсоном в конце 40-х годов XX в. До сих пор она остается наиболее распространенной, несмотря на то, что уже создано более 200 новых, более строгих фотометрических систем.

## Задачи астрономической фотометрии и фотометрических систем
В применении к астрономическим объектам перед фотометрией ставится две основные задачи:
1. Определение звездных величин светил. Это, в свою очередь, позволяет обнаруживать переменность звёзд, определять их амплитуды и периоды.
2. Восстановление исходного распределения энергии в спектре исследуемого объекта

В зависимости от поставленных задач применяют фотометрическую систему с нужным набором фотометрических полос и стандартов.

## Классификация
Любой прибор имеет разную чувствительность в различных диапазонах спектра. Зависимость чувствительности прибора от длины волны называют кривой реакции прибора. Если прибор настроен для работы в какой-то полосе фотометрической системы, говорят о кривой реакции фотометрической полосы.
Б. Стрёмгрен в начале 60-х годов XX в. предложил использовать следующее деление фотометрических систем:
- широкополосные;
- среднеполосные;
- узкополосные.

Критерием была выбрана полуширина (ширина на уровне 50 % пропускания по отношению к максимуму). Для широкополосных систем эта величина превышает 300 Å, для узкополосных она меньше 100 Å.
Широкополосные системы возникли как реализация естественных фотометрических полос, таких как кривая спектральной световой эффективности действия монохроматического излучения на глаз, кривая чувствительности фотопластинки и т. д. К достоинствам таких систем относят высокую проницающую способность, поскольку при фотографировании требуют меньших затрат времени. Их общим недостатком является то, что на большом интервале спектра может встречаться множество различных особенностей, которые усредняются при измерении. Наиболее известной широкополосной системой является UBV.
Граница узкополосных систем выбрана таким образом, чтобы свойства излучения в каждом фильтре мало отличалось от монохроматического. Такие полосы называются квазимонохроматическими.
Среднеполосные системы пользуются большой популярностью за то, что позволяют совместить достоинства широко- и узкополосных систем. С одной стороны, их полосы достаточно широки, чтобы можно было провести измерения достаточно слабых звёзд за разумное время, с другой, полосы достаточно узки, чтобы можно было измерить только нужные участки спектра, необходимые для решения поставленных задач.

## Принятые обозначения спектральных диапазонов
| Буквенное обозначение | Средняя эффективная длина волны λeff стандартного светофильтра, нм | Ширина полосы пропускания на половине интенсивности Δλ, нм | Варианты обозначения                | Пояснение                   |
| Ультрафиолетовый      | Ультрафиолетовый                                                   | Ультрафиолетовый                                           | Ультрафиолетовый                    | Ультрафиолетовый            |
| --------------------- | ------------------------------------------------------------------ | ---------------------------------------------------------- | ----------------------------------- | --------------------------- |
| U                     | 365                                                                | 66                                                         | u, u', u*                           | "U" означает "ультрафиолет" |
| Видимый               |                                                                    |                                                            |                                     |                             |
| B                     | 445                                                                | 94                                                         | b                                   | "B" означает "голубой"      |
| V                     | 551                                                                | 88                                                         | v, v'                               | "V" означает "видимый"      |
| G                     | 564                                                                | 128                                                        | g'                                  | "G" означает "зелёный"      |
| R                     | 658                                                                | 138                                                        | r, r', R', Rc, Re, Rj               | "R" означает "красный"      |
| Ближний инфракрасный  |                                                                    |                                                            |                                     |                             |
| I                     | 806                                                                | 149                                                        | i, i', Ic, Ie, Ij                   | "I" означает "инфракрасный" |
| Z                     | 900                                                                |                                                            | z, z'                               |                             |
| Y                     | 1020                                                               | 120                                                        | y                                   |                             |
| J                     | 1220                                                               | 213                                                        | J', Js                              |                             |
| H                     | 1630                                                               | 307                                                        |                                     |                             |
| K                     | 2190                                                               | 390                                                        | K континуум, K', Ks, Klong, K8, nbK |                             |
| L                     | 3450                                                               | 472                                                        | L', nbL'                            |                             |
| Средний инфракрасный  |                                                                    |                                                            |                                     |                             |
| M                     | 4750                                                               | 460                                                        | M', nbM                             |                             |
| N                     | 10500                                                              | 2500                                                       |                                     |                             |
| Q                     | 21000                                                              | 5800                                                       | Q'                                  |                             |

## Наиболее известные фотометрические системы
- Широкополосные
  - Фотометрическая система UBV. Первая фотометрическая система, созданная Гарольдом Джонсоном в конце 40-х годов XX в. Изначально была определена для 3-х фильтров: U — ультрафиолетовый (англ. ultraviolet), B — голубой (англ. blue), V — видимый (англ. visible). Впоследствии была добавлена четвертая полоса R — красная (англ. red)[1]. Дальнейшие исследования позволили продлить эту систему в инфракрасный диапазон спектра
  - Тянь-Шаньская фотометрическая система. Модернизация системы UBVR, выполненная в ГАИШ МГУ в 70-х — 90-х гг. XX в., реализованная в виде Тянь-Шаньского фотометрического каталога.
- Среднеполосные
  - Аризонская фотометрическая система. Создана в 60-х — 70-х гг. XX в. Г. Джонсоном и Р. Митчелом в обсерватории Лунной и планетарной лаборатории в Аризоне.
  - Фотометрическая система Стрёмгрена. Одна из первых среднеполосных систем, созданная Б. Стрёмгреном в 60-х гг. XX в. По популярности уступает только системе UBV.
  - Вильнюсская фотометрическая система. Создана в 70-х гг. XX в. в Вильнюсской астрономической обсерватории.
  - Фотометрическая система u'g'r'i'z'. Одна из наиболее молодых фотометрических систем, используемая в SDSS.

Полный список фотометрических систем приведён на сайте The Asiago Database on Photometric Systems (англ.)